# Lasioglossum giffardi
Lasioglossum giffardi är en biart som först beskrevs av Michener 1937.  Lasioglossum giffardi ingår i släktet smalbin, och familjen vägbin. Inga underarter finns listade i Catalogue of Life.